# Hyagnis persimilis
Hyagnis persimilis es una especie de escarabajo longicornio del género Hyagnis, subfamilia Lamiinae. Fue descrita científicamente por Breuning en 1939.
Se distribuye por la India. Posee una longitud corporal de 7-12 milímetros.